# Palmeirândia
Palmeirândia est une municipalité brésilienne située dans l'État du Maranhão.